# De Kampen (Groningen)
De Kampen, vroeger De Campen genoemd, is een buurtschap in de gemeente Westerkwartier, gelegen in de Nederlandse provincie Groningen. De buurtschap ligt in de Oldehoofsterpolder ten noorden van het dorp Oldehove en het Humsterland. Ten zuidoosten ligt het gehucht Englum en ten zuidwesten het gehucht Lammerburen. De Kampen telt drie boerderijen; van west naar oost zijn dit Nieuwe Kampen, Groote Kampen en Lutje Kampen.

## Swalvebocht: Afsnijding van het Reitdiep
Oorspronkelijk vormden De Kampen een stuk buitendijks gebied ten noorden van de Swalvebocht (of Olde Swalve of Zwalve, een kil) in het Reitdiep en hoorde bij Zuurdijk. De bocht werd in de loop der eeuwen met de noordwesterstormen echter steeds gevaarlijker voor het ten zuiden ervan gelegen Oldehove. Uit voorzorg werd de dijk tussen De Kampen en Oldehove in de loop der tijd een aantal malen geschoord naar het zuiden. Getuige de aanwezigheid van twee kolken ten zuiden van de dijk, niet altijd met succes. De Humsterlanders vonden daarop dat de bocht maar moest worden afgesneden. Aanvankelijk lobbyden ze echter zonder succes bij de staten van Groningen. De Zuurdijkers waren tegen het verlies van hun buitendijkse gebieden en de stad zelf had meer belang bij het afsnijden van de kromme raken bij Garnwerd, daar dat veel meer winst zou opleveren voor de scheepvaart. Uiteindelijk wisten de Oldehoofdsters in 1623 hun plan door te zetten. Er werd een nieuw diep gegraven en (net als bij Garnwerd) een dam aangelegd in het midden van de Swalvebocht, zodat door aanslibbing de oude meander langzaam dichtslibde in de loop van 2 jaar. De Kampen werden toebedeeld aan Oldehove. De Swalve liep aan noordzijde van het huidige Reitdiep door tot aan Douwen, maar is in de loop der eeuwen dichtgeslibd en deels vergraven tot de Zwaluwertocht.

## Bewoningsgeschiedenis
De boerderijen Groote Kampen en Lutje Kampen liggen op de noordelijke oeverwal van de Swalvebocht en vormden vroeger voorwerken van het Oldeklooster in de Marne. In 1536 verborg Menno Simons zich mogelijk in een geheime kamer in een van deze boerderijen.
Tot 1803 was De Kampen een zelfstandige eigen rechtstoel (grietenij) binnen het onderdistrict Marne van de landstreek Hunsingo, bestaande uit twee bewoonde wierden. Na de Franse tijd, in 1811, werd het onderdeel van de voormalige gemeente Oldehove, welke in 1990 opging in Zuidhorn.
De huidige boerderij Groote Kampen dateert uit 1840 en de huidige boerderij Lutje Kampen uit 1780. De boerderij Nieuwe Kampen is van latere datum: Deze werd pas gebouwd in 1897.